# Ahmed M. Mahamoud Silanyo
Ahmed Mohammed Mahamoud Silanyo (som. Axmed Maxamed Maxamuud „Siilaanyo”, arab. احمد محمد محمود سيلانيو; ur. w 1938 w Burco, zm. 13 listopada 2024 w Hargejsie) – somalijski polityk z Somalilandu, przewodniczący partii Kulmiye, dwukrotny kandydat w wyborach prezydenckich. Zwycięzca wyborów w czerwcu 2010. Prezydent Somalilandu w latach 2010–2017.

## Życiorys
Pochodził z somalijskiego rodu Isaak. W latach 1946–1957 uczęszczał do szkoły średniej w miastach Shiikh i Amud w północno-zachodniej części Somalii. Po zdaniu egzaminów, w latach 1960–1963 studiował ekonomię na University of Manchester w Wielkiej Brytanii, uzyskując stopień Bachelor’s degree. W 1966 zdobył stopień Master’s Degree w dziedzinie ekonomii na tej uczelni. Kształcił się również w London School of Economics.
W latach 1965–1969 pracował jako urzędnik w Ministerstwie Planowania i Koordynacji w Mogadiszu. Następnie zajmował stanowiska ministra planowania i koordynacji (1969–1973), ministra handlu (1973–1978, 1980–1982) oraz dyrektora Narodowego Zarządu Gospodarczego (1978–1980).
W latach 80. zaangażował się w działalność na rzecz niepodległości Somalilandu, północno-zachodniego regionu wchodzącego w skład Somalii. Związał się z partyzancką organizacją Somali National Movement. Od 1982 do 1990 stał na czele jej przedstawicielstwa w Wielkiej Brytanii. Po zadeklarowaniu przez Somaliland niepodległości w 1991, od 1993 do 1997 był członkiem Izby Reprezentantów, parlamentu nieuznawanego państwa. W latach 1997–1999 pełnił funkcję ministra finansów Somalilandu, a w latach 1999–2001 ministra planowania i koordynacji.
Stał na czele partii Kulmiye (Partia Pokoju, Jedności i Rozwoju). W kwietniu 2003 wziął udział w pierwszych w historii Somalilandu wyborach prezydenckich. Przegrał w nich z Daahirem Rayaale Kaahinem różnicą zaledwie 80 głosów. Uzyskał 41,21% głosów poparcia (205 515 głosów), podczas gdy Riyale Kahin 41,23% (205 595).
W 2010 został ponownie kandydatem swojej partii w wyborach prezydenckich 26 czerwca 2010. Zajął w nich pierwsze miejsce, zdobywając 49,6% głosów poparcia i pokonując urzędującego prezydenta Kaahina (33,2%). 27 lipca 2010 został zaprzysiężony na stanowisku prezydenta. 13 grudnia 2017 zakończył urzędowanie.